# María Luisa Notar
María Luisa Notar (Buenos Aires, Argentina, 14 de diciembre de  1898 - ibídem, 26 de septiembre de 1968) fue una importante actriz característica y una eximia cantante de tango de Argentina, con una intensa carrera teatral.

## Datos personales
Nacida en el barrio de Flores, Buenos Aires, estudió solo hasta quinto grado, esto motivado por el continuo traslado de sus padres artistas. Era la hija de la legendaria actriz Orfilia Rico, y hermana de la también actriz y cantante, Raquel Notar.

## Carrera
A sus seis años debutó en el teatro con sus propios padres, pero luego se alejó de esa profesión hasta los dieciséis, cuando intervino en una compañía española en la obra El presupuesto, de Ivo Pelay y Florentino Iriarte. Al año siguiente, estuvo con  Florencio Parravicini.
Fue de las primeras famosas de su época. Intervenía en esas breves obras romántico-humorísticas con algún agregado dramático.
En 1918 trabajó con Manolita Poli, María Esther Podestá, Orfilia Rico, Enrique De Rosas y con la compañía Arata-Simari-Franco en El cabaret de Montmartre, en el Teatro Nacional, obra de Alberto Novión, en la que estrenó  el popular tema Flor de fango. Con esta compañía y en 1920 interpretaron los sainetes Armenonville de Enrique García Velloso y el Trago Amargo de Julio Escobar.
Durante 1921 y 1922 hizo la obra Tu cuna fue un conventillo, de Alberto Vacarezza en el Teatro San Martín.
Su tema Muñequita, fue registrado por Francisco Lomuto en su orquesta en 1927. Luego en 1931, lo repitió cantado a dúo por Alberto Hilarión Acuña y Fernando Díaz y, por tercera vez, en la única intervención de Miguel Montero, en 1949.
En 1924 encabezó la Compañía Porteña, con dirección artística de Horacio Dutra y participación de los actores Carmen Bustamante, Delia Codebó, Rosa Codebó, Carlos Cotto, Agustina Esteban, Severino Fernández, Nélida Guerrero, Luis Gómez, Carmen Lagomarsino, Aída López, Félix Mutarelli, José Puricelli, Ernesto Radino, Ambrosio Radrizzani y Huberto Santa Fe.
En 1926 formó su propia compañía por algunas temporadas y más adelante, ya consolidado el radioteatro se abocó al mismo, en obras simples que representaban situaciones ciudadanas o de ambiente rural.
En 1934, formó parte del elenco de Estampas porteñas, de Arsenio Mármol y, al año siguiente, en la compañía de Ismael Aguilar y Martinelli Massa, Guitarras y bandoneones, con su hermana Raquel, Juan Miguel Velich y el bandoneonista Enrique Rodríguez. Al músico lo llamaron para acompañarla en las canciones y terminaron casándose.
Como cancionista tuvo un repertorio de tangos "serios" y otro de canciones humorísticas como Lo que le pasó a Benita, grabada en el sello Odeón.
Junto con su marido y sus tres integrantes Gabriel Clausi (bandoneón), Antonio Rodio (violín) y Lalo Scalise (piano), presentaron diferentes temas en el interior del país, tales como:
- Gallega
- ¿Chismosa yo?, qué esperanza (de 1930)
- La vida bohemia
- Contame un cuento
- Inquietud
- Nina

### Radioteatro
En 1933, por Radio Prieto, junto a su hermana Raquel y Herminia Velich, representaron el radioteatro Luces de bengala. Ya en la década del cuarenta formó rubro radioteatral con Raquel y Roberto Escalada.

### Filmografía
- 1942: La casa de los millones, de Luis Bayón Herrera, con Luis Sandrini y Olinda Bozán.
- 1942: Secuestro sensacional, con L. Sandrini y Elsa O'Connor.
- 1944: La pequeña señora de Pérez, en el que interpretó a la cómica mucama "Olvido".
- 1945: La señora de Pérez se divorcia, de Carlos Christensen, con Mirtha Legrand y Juan Carlos Thorry.
- 1952: Bárbara atómica, con Blanquita Amaro y J. C. Thorry, dirigida por Julio Saraceni.[2]

## Vida privada
En 1934, se casó con Enrique Rodríguez, su músico.

## Tragedia
En 1943 María Luisa Notar presenció uno de los hechos más trágicos de su vida. Durante el desarrollo de una obra en el Teatro Maipo, se produjo un incendio, allí trabajaba con su amigo de la infancia, Ambrosio Radrizzani. En el siniestro fallece Ambrosio. María Luisa, conmovida, pocos días más tarde en Radio Belgrano, recitó emocionada los versos de La cumparsita acompañada  por Juan D’Arienzo.